# محمد بن يحيى الكحال
أَبُو جَعْفَرٍ مُحَمَّدُ بنُ يَحْيَى الكَحَّالُ المُتَطَبِّبُ البَغْدَادِيُّ (لم تؤرخ وفاته) من كبار أصحاب أحمد بن حنبل، ونقل عنه مسائل مشبعة.

## سيرته
بعد البحث والاستقصاء، في كتب التراجم والطبقات، في كتب الأصحاب وغيرها، لم أجد من ترجم عن محمد بن يحيى الكحال ترجمة شافية، تبين مولده و تاريخ وفاته، وسيرته، سوى ما ذكره القاضي أبي الحسين محمد بن أبي يعلى الفراء في كتابه "طبقات الحنابلة" وعده المترجم عنه، في تلامذة أحمد بن حنبل، وذكر عن أبي بكر الخلال قوله: كانت عنده عن أبي عبد الله مسائل كثيرة حسان مشبعة، وكان من كبار أصحاب أبي عبد الله، وكان يقدمه ويكرمه، ويكنى بأبي جعفر، البغدادي، المتطبب، وقد ذكر القاضي أبي يعلى في أثناء ترجمته بعض المسائل التي رواها محمد بن يحيى الكحال عن أحمد.
وقد ذكر الحافظ أبي الفرج ابن الجوزي في مناقبه عن أحمد، في الباب الثاني عشر، في ذكر من حدث عن أحمد على الإطلاق، من الشيوخ والأصحاب وذكر اسم المترجم له ولم يزد عليه. وذكر أبو اليمن مجير الدين عبد الرحمن بن محمد العليمي في كتابه "المنهج الأحمد في تراجم أصحاب الإمام أحمد": نحواً مما ذكر صاحب الطبقات بل ذكره بتمامه، وذكر المسائل التي ذكرها أيضاً.
وذكره في كتاب "الدر المنضد في ذكر أصحاب الإمام أحمد" ولم يذكر عنه إلا أنه من كبار أصحاب أحمد.
وذكره المرداوي، في كتابه "الإنصاف" تحت فصل ذكر من نقل الفقه عن أحمد وذكر أن منهم المقل ومنهم المكثر، قال: وهم كثيرون جداً، لكن نذكر جملة صالحة يحصل المقصود بها، وذكر منهم ما نحن بصدد الترجمة له: محمد بن يحيى المتطبب، الكحال، البغدادي، قال: نقل عن الإمام أحمد - رضي الله عنه - مسائل كثيرة حساناً، وكان من كبار أصحابه، وكان يكرمه ويقدمه.
ومن المتأخرين الذين ترجموا للأصحاب ذكر المؤرخ إبراهيم بن محمد بن سالم ابن ضويان، في كتابه: "رفع النقاب عن تراجم الأصحاب"، المترجم له، ولم يزد إلا أن ذكر أن عنده عن أحمد مسائل كثيرة، وكل من ترجم له بعد ابن أبي يعلى الفراء في طبقاته، فهم عيال عليه، لم يزيدوا عما جاء به في ترجمته.

## مؤلفاته
- مسائل الإمام أحمد بن حنبل برواية محمد بن يحيى الكحال من كتاب الغصب إلى نهاية كتاب الإقرار جمعًا ودراسة، رسالة ماجستير. جامعة الامام محمد بن سعود الاسلامية، الرياض (جمعه: عبد الرحمن بن عبد العزيز المريفق)[6]
- مسائل الامام احمد بن حنبل برواية محمد بن يحيى الكحال من كتاب الطهارة الى اخر كتاب الاجارة، رسالة ماجستير. جامعة الامام محمد بن سعود الاسلامية، الرياض (جمعه: عبدالعزيز بن حسمن بن حاسن المالكي، وسعد الخراشي).[7]